# AltGrキー
AltGr (Alt Graphまたは右Altキー) は、多くのコンピュータのキーボードにある修飾キーである(米国のQWERTY配列キーボードにある二つ目のAltキーではない）。
主に、外国通貨記号、タイポグラフィ、アクセント付きの文字など、販売されている国や地域ではあまり使用されていない文字を入力するために使用される。一般的なWindows互換のPCキーボードでは、AltGrキーが存在する場合、右側のAltキーの代わりとなっている。この位置にあるキーは、キーに刻印されている内容にかかわらず、OSでAltGrを使用するキーボード配列が選択されていれば、AltGrとして動作する。 Macでは、オプションキーはAltGrキーと同様の機能を持っている。

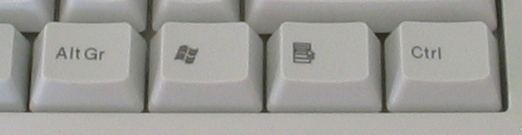
AltGrキーは、スペースバーの右側の先にあるキー（キーボードによっては、ここに二つ目のAltキーがあるものもある）

AltGrキーはシフトキーの追加キーとして使用され、ほとんどのキーで第3、4の文字（Shiftキーも押したとき）を入力できる。多くの場合、キーの文字にアクセント記号を付ける役割をしているが、記号や句読点を付ける場合もある。ベンガル語などの一部の言語では、ラテン文字の文字数が多すぎて標準的なキーボードでは対応できない場合に、このキーを使う。例えば、USインターナショナル配列では、Cキーを使って4種類の文字を入力できる。
- C → c (小文字 — 一段階)
- Shift+C → C (大文字— 二段階)
- AltGr+C → © (著作権マーク — 三段階)
- AltGr+Shift+C → ¢ (セント記号 — 四段階)

## 歴史
IBMでは、AltGrはalternate graphicの略称であるとしている。
Microsoft Windowsの国際的なキーボード配列になる前は、多くのコンピュータのキーボードに「Alt Graphic」の変形で表示されるキーがあった。初期の家庭用コンピューターでは、代替文字は主に罫線素片の文字であった。
これはおそらくPCキーボード上のAltキーの意図された目的であったが、ソフトウェアはこれをショートカットキーの組み合わせとしてすぐに使用し、追加の文字を生成するための新しいキーを必要とした。
Ctrl+Alt

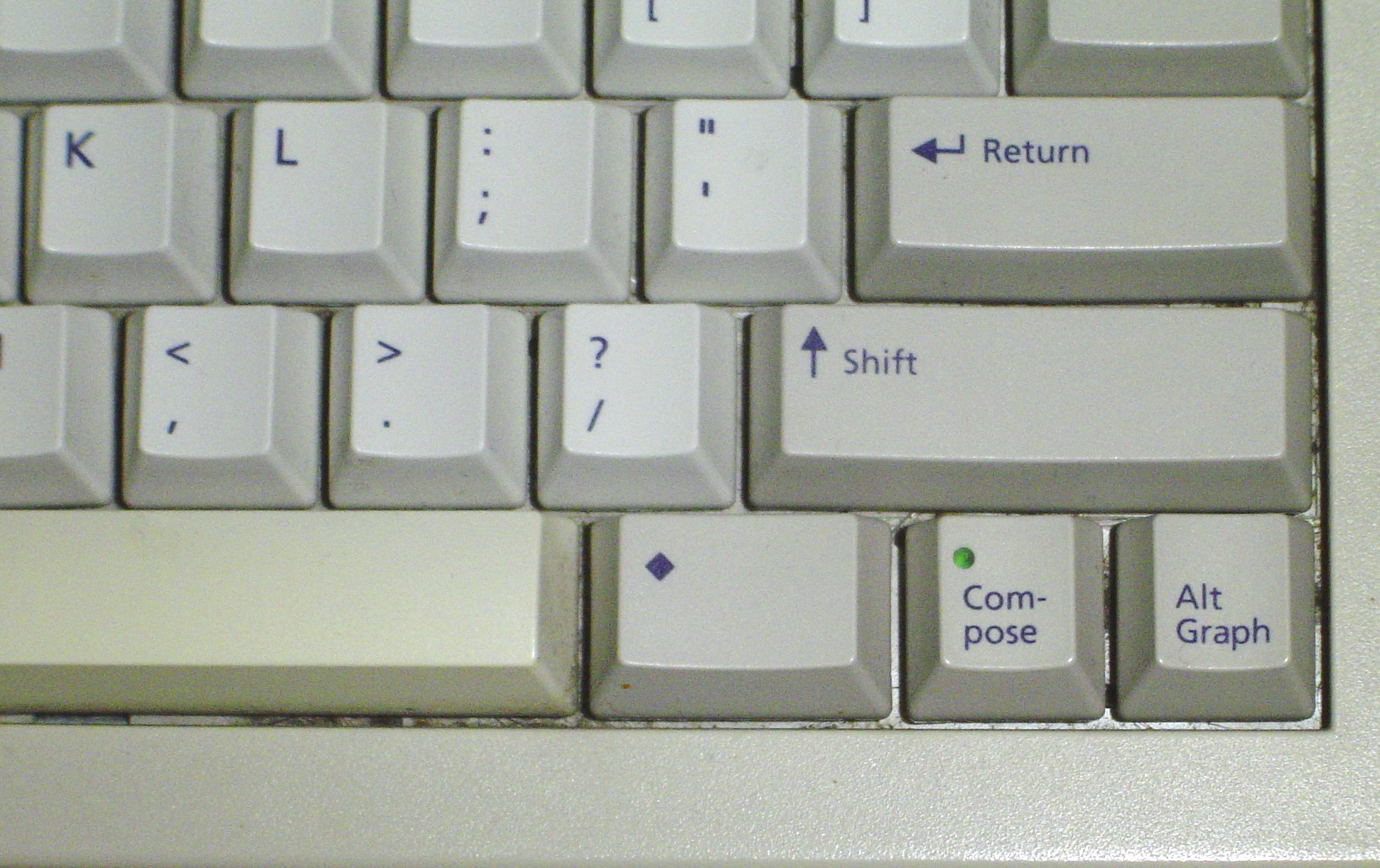
Sun Microsystemsのキーボードでは、Alt Graphと表記されている

Windowsではネットブックなどの小型キーボードにはAltGrキーも右側のAltキーもないため、Ctrl+AltをAltGrとして機能する。したがって、Ctrl+Alt+aは　AltGr+aと同じ効果を持つ。この機能によりマイクロソフトは、Ctrl+Altをアプリケーションのキーボードショートカットの一部として使用しないよう助言している。